# Lęk (film 2004)
Lęk (tytuł oryg. Creep) – brytyjsko-niemiecki film fabularny (horror) z 2004 roku. W Polsce kinowa premiera filmu odbyła się 28 października 2005 roku, tuż przed świętem halloween.

## Fabuła
Londyn. Późny wieczór. Kate (Franka Potente) wraca z imprezy. W największą od lat ulewę decyduje się wrócić do domu metrem. Niestety, zasypia, oczekując na pociąg. Gdy się budzi, okazuje się, że ominęła wszystkie kursy i została przypadkiem uwięziona na peronie, który został zamknięty. W ciemnych tunelach metra czai się Coś, co nie pozwoli jej przeżyć tej nocy.

## Ekipa
| - Reżyseria – Christopher Smith - Scenariusz – Christopher Smith - Produkcja – Julie Baines, Jason Newmark - Montaż – Kate Evans - Zdjęcia – Danny Cohen, Richard Craske - Muzyka – The Insects - Scenografia – John Frankish, Matthew Gray, Ellen Latz, Ashley Winter, Emma Field-Rayner - Kostiumy – Phoebe De Gaye - Casting – Emma Style | - Franka Potente jako Kate - Vas Blackwood jako George - Sean Harris jako Craig - Paul Rattray jako Jimmy - Kelly Scott jako Mandy - Jeremy Sheffield jako Guy - Ken Campbell jako Arthur - Kathryn Gilfeather jako dziewczyna - Grant Ibbs jako mężczyzna |